# Cayo Julio Calisto
Cayo Julio Calisto o Gayo Julio Calisto fue un  liberto (esclavo manumitido) que vivió durante los reinados de Calígula y de Claudio, cuya influencia sobre este emperador propició que detentara el poder. Cuando se vio amenazado por la locura de Calígula tomó parte en la conspiración que lo asesinó.

## Biografía
Esclavo de origen griego, fue comprado entre los esclavos de desecho. Tras ser manumitido por Calígula, tomó su praenomen y nomen gentilicium. Se enriqueció a causa de su venalidad y su influencia sobre Calígula. Séneca lo vio obligar a su antiguo propietario a esperar de pie y excluirlo de las entrevistas con el emperador. Intercedió a favor del senador y orador Cneo Domicio Afro acusado por Calígula ante el Senado.
Su hija Ninfidia habría tenido una romance con Calígula, rumor que propagó Ninfidio Sabino, hijo de Ninfidia, durante sus intrigas contra el emperador Galba.
Preocupado por las fantasías asesinas de Calígula y temiendo por su supervivencia, se involucró en su asesinato en el año 41. Flavio Josefo considera fundamental su papel en la conspiración.
Se ganó el favor de Claudio, el nuevo emperador, por no haber ejecutado la orden de Calígula de envenenarlo. Con otros libertos imperiales, Marco Antonio Palas y Narciso, ejerció una influencia considerable sobre Claudio. En el año 48, cuando estaban trabajando juntos para informar a Claudio de la mala conducta de su esposa Mesalina, Calisto renunció por prudencia y dejó que fuese Narciso quien lo pusiera al tanto. Para que Claudio se volviera casar después de la muerte de Mesalina, cada liberto presentó su candidata. Calisto propuso a Lolia Paulina, hija de un senador consular y sin hijos y divorciada de Calígula tras un breve matrimonio, frente a Agripina, la candidata de Marco Antonio Palas. El éxito de Agripina pudo ser la probable causa de la caída en desgracia de Calisto. Dion Casio, historiador griego de Roma del siglo II, dice «que murió en la cumbre de su poder».
Su enriquecimiento fue considerable, superior, según Plinio el Viejo, al multimillonario del siglo anterior, Marco Licinio Craso. Añade que su tren de vida fue fastuoso y, como ejemplo, menciona que se hizo construir un comedor con treinta magníficas columnas de ónice.